# Coral Cup
La Coral Cup è stata una serie di 3 tornei di snooker che si sono svolti nelle stagioni 2018-2019 e 2019-2020.
Nella stagione 2020-2021, la Coral Cup è stata sostituita dalla Cazoo Series, che ha sponsorizzato gli stessi eventi (il World Grand Prix dal 2021-2022)

## Tornei
- World Grand Prix (già nel circuito dal 2015)
- Players Championship (già nel circuito dal 2017)
- [3] Tour Championship (inserito nella prima stagione della Coral Cup)

## Formula
Durante la stagione è stata creata una classifica unica per questi tornei elencati, e chi è riuscito ad accumulare più soldi ha ricevuto in premio un bonus di £100000
In caso di vittoria di tutti e 3 gli eventi è stato fissato un bonus di £500000.

## Partecipanti
- World Grand Prix (i primi 32 giocatori nella classifica stagionale che comprende tutti i tornei fino a quello precedente a questo)
- Players Championship (i primi 16 giocatori nella classifica stagionale che comprende tutti i tornei fino a quello precedente a questo)
- [3] Tour Championship (i primi 8 giocatori nella classifica stagionale che comprende tutti i tornei fino a quello precedente a questo)

## Edizioni e vincitori
| Edizione | Vincitore         | Guadagni | Bonus   | Totale  | Note  |
| -------- | ----------------- | -------- | ------- | ------- | ----- |
| 2019     | Ronnie O'Sullivan | £280000  | £100000 | £300000 | [ 4 ] |
| 2020     | Stephen Maguire   | £180000  | £100000 | £280000 | [ 5 ] |

| World Grand Prix                | Players Championship                  | Tour Championship                      | Stagione  | Note              |
| ------------------------------- | ------------------------------------- | -------------------------------------- | --------- | ----------------- |
| Judd Trump 10-6 Ali Carter      | Ronnie O'Sullivan 10-4 Neil Robertson | Ronnie O'Sullivan 13-11 Neil Robertson | 2018-2019 | [ 4 ] [ 6 ] [ 7 ] |
| Neil Robertson 10-8 Graeme Dott | Judd Trump 10-4 Yan Bingtao           | Stephen Maguire 10-6 Mark Allen        | 2019-2020 | [ 5 ] [ 8 ] [ 9 ] |

## Finalisti
| N° | Giocatore         | Vittorie | Finali perse | Totale |
| -- | ----------------- | -------- | ------------ | ------ |
| 1  | Neil Robertson    | 1        | 2            | 3      |
| 2  | Ronnie O'Sullivan | 2        | 0            | 2      |
| 3  | Judd Trump        | 2        | 0            | 2      |
| 4  | Stephen Maguire   | 1        | 0            | 1      |
| 5  | Ali Carter        | 0        | 1            | 1      |
| 6  | Graeme Dott       | 0        | 1            | 1      |
| 7  | Yan Bingtao       | 0        | 1            | 1      |
| 8  | Mark Allen        | 0        | 1            | 1      |

## Finalisti per nazione
| N° | Nazione          | Vittorie | Finali perse | Totale |
| -- | ---------------- | -------- | ------------ | ------ |
| 1  | Inghilterra      | 4        | 1            | 5      |
| 2  | Australia        | 1        | 2            | 3      |
| 3  | Scozia           | 1        | 1            | 2      |
| 4  | Cina             | 0        | 1            | 1      |
| 5  | Irlanda del Nord | 0        | 1            | 1      |